# Liste der Kulturdenkmale in Hänichen
Die Liste der Kulturdenkmale in Hänichen enthält die in der amtlichen Denkmalliste des Landesamtes für Denkmalpflege Sachsen ausgewiesenen Kulturdenkmale im Bannewitzer Ortsteil Hänichen. Die Anmerkungen sind zu beachten.

## Legende
- Bild: Bild des Kulturdenkmals, ggf. zusätzlich mit einem Link zu weiteren Fotos des Kulturdenkmals im Medienarchiv Wikimedia Commons. Wenn man auf das Kamerasymbol klickt, können Fotos zu Kulturdenkmalen aus dieser Liste hochgeladen werden:
- Bezeichnung: Denkmalgeschützte Objekte und ggf. Bauwerksname des Kulturdenkmals
- Lage: Straßenname und Hausnummer oder Flurstücknummer des Kulturdenkmals. Die Grundsortierung der Liste erfolgt nach dieser Adresse. Der Link (Karte) führt zu verschiedenen Kartendiensten mit der Position des Kulturdenkmals. Fehlt dieser Link, wurden die Koordinaten noch nicht eingetragen. Sind diese bekannt, können sie über ein Tool mit einer Kartenansicht einfach nachgetragen werden. In dieser Kartenansicht sind Kulturdenkmale ohne Koordinaten mit einem roten bzw. orangen Marker dargestellt und können durch Verschieben auf die richtige Position in der Karte mit Koordinaten versehen werden. Kulturdenkmale ohne Bild sind an einem blauen bzw. roten Marker erkennbar.
- Datierung: Baubeginn, Fertigstellung, Datum der Erstnennung oder grobe zeitliche Einordnung entsprechend des Eintrags in der sächsischen Denkmaldatenbank
- Beschreibung: Kurzcharakteristik des Kulturdenkmals entsprechend des Eintrags in der sächsischen Denkmaldatenbank, ggf. ergänzt durch die dort nur selten veröffentlichten Erfassungstexte oder zusätzliche Informationen
- ID: Vom Landesamt für Denkmalpflege Sachsen vergebene, das Kulturdenkmal eindeutig identifizierende Objekt-Nummer. Der Link führt zum PDF-Denkmaldokument des Landesamtes für Denkmalpflege Sachsen. Bei ehemaligen Kulturdenkmalen können die Objektnummern unbekannt sein und deshalb fehlen bzw. die Links von aus der Datenbank entfernten Objektnummern ins Leere führen. Ein ggf. vorhandenes Icon  führt zu den Angaben des Kulturdenkmals bei Wikidata.

## Hänichen
| Bild           | Bezeichnung | Lage                     | Datierung         | Beschreibung | ID       |
| -------------- | --- | ------------------------ | ----------------- | --- | -------- |
| Weitere Bilder | Sachgesamtheitsbestandteil der Sachgesamtheit Windbergbahn (ID-Nr. 09301623), Teilabschnitt Bannewitz, OT Hänichen, mit zahlreichen Einzeldenkmalen | Bahnhofstraße (Karte)    | 1855–1856         | Sachgesamtheitsbestandteil der Sachgesamtheit Windbergbahn, Teilabschnitt Bannewitz, OT Hänichen, mit den Einzeldenkmalen: Bahnhof mit Abfertigungsgebäude, Wartehalle (Bahnhofstraße 4), dem Bahnpostenhaus mit Nebengebäude (Pulverweg 3) sowie der Straßenbrücke Marktsteg (Einzeldenkmale ID-Nr. 09301636) und dem Streckenverlauf als Sachgesamtheitsteil; Sachgesamtheit mit allen Bahnanlagen, darunter Gleisanlagen mit Unter- und Oberbau, Streckenkilometrierung, Fernmelde- und Signalanlagen, Bahnstationen einschließlich aller Funktionsbauten, Wärterhäuschen, Brücken und Durchlässen in den Gemeinden Freital (OT Potschappel, Birkigt, Burgk und Kleinnaundorf), Bannewitz (OT Bannewitz, Boderitz, Cunnersdorf, Hänichen und Possendorf) und Dresden (OT Gittersee), technisch herausragende, singuläre Gebirgsstrecke aus der Frühzeit der Eisenbahngeschichte zum Transport der im Freitaler Revier abgebauten Steinkohle und Anbindung der hiesigen Industrie, von industriegeschichtlicher und eisenbahngeschichtlicher Bedeutung. | 09301635 |
|                | Straßenbrücke Marktsteg (Einzeldenkmal zu ID-Nr. 09301635)                                                                                          | Bahnhofstraße (Karte)    | 1907              | Einzeldenkmale in der o. g. Sachgesamtheit, Teilabschnitt Bannewitz, OT Hänichen: Straßenbrücke Marktsteg (siehe auch ID-Nr. 09306470), Bahnhof (Bahnhofstraße 4) mit Abfertigungsgebäude (mit Wartehalle) sowie Bahnpostengebäude mit Nebengebäude (beide Pulverweg 3) – technisch herausragende, singuläre Gebirgsstrecke zum Transport der im Freitaler Revier abgebauten Steinkohle und Anbindung der hiesigen Industrie aus der Frühzeit der Eisenbahngeschichte von industriegeschichtlicher und eisenbahngeschichtlicher Bedeutung. | 09301636 |
| Weitere Bilder | Bahnhof mit Abfertigungsgebäude (Wartehalle) (Einzeldenkmal zu ID-Nr. 09301635)                                                                     | Bahnhofstraße 4 (Karte)  | 1907              | Einzeldenkmale in der o. g. Sachgesamtheit, Teilabschnitt Bannewitz, OT Hänichen: Straßenbrücke (Marktsteg), Bahnhof (Bahnhofstraße 4) mit Abfertigungsgebäude (mit Wartehalle) sowie Bahnpostengebäude mit Nebengebäude (beide Pulverweg 3) – technisch herausragende, singuläre Gebirgsstrecke zum Transport der im Freitaler Revier abgebauten Steinkohle und Anbindung der hiesigen Industrie aus der Frühzeit der Eisenbahngeschichte von industriegeschichtlicher und eisenbahngeschichtlicher Bedeutung. | 09301636 |
|                | Bahnpostengebäude mit Nebengebäude (Einzeldenkmal zu ID-Nr. 09301635)                                                                               | Pulverweg 3 (Karte)      | 1907              | Einzeldenkmale in der o. g. Sachgesamtheit, Teilabschnitt Bannewitz, OT Hänichen: Straßenbrücke (Marktsteg), Bahnhof (Bahnhofstraße 4) mit Abfertigungsgebäude (mit Wartehalle) sowie Bahnpostengebäude mit Nebengebäude (beide Pulverweg 3) – technisch herausragende, singuläre Gebirgsstrecke zum Transport der im Freitaler Revier abgebauten Steinkohle und Anbindung der hiesigen Industrie aus der Frühzeit der Eisenbahngeschichte von industriegeschichtlicher und eisenbahngeschichtlicher Bedeutung. | 09301636 |
|                | Wohnhaus | Querweg 8 (Karte)        | bez. 1825         | Obergeschoss Fachwerk, Relikt ländlicher Holzbauweise, baugeschichtlich von Bedeutung. Erdgeschoss massiv (Bruchstein), mit Sandstein-Fenstergewände, korbbogiges Türgewände mit Schlussstein, altes Türblatt, Obergeschoss Fachungen ausgemauert (Lehmziegel), Fachwerk zum großen Teil aufgebrettert, Sprossenfenster sechsfeldrig (neu) in originaler Größe, Krüppelwalmdach, neue Biberschwanzdeckung. | 08963149 |
|                | Wohnstallhaus | Viehweg 11 (vor) (Karte) | 2. Hälfte 19. Jh. | aus Bruchsteinen erbaut, hochgradig im ursprünglichen Aussehen erhalten, baugeschichtliche Bedeutung. Als eines der wenigen Gebäude im Ort hochgradig im ursprünglichen Aussehen erhalten, zweigeschossig, Sandstein-Fenster- und Sandstein-Türgewände, Wand-Öffnung-Verhältnis intakt, Krüppelwalmdach. | 08963147 |

## Ausführliche Denkmaltexte
1. 1 2 3 4  Die Windbergbahn entstand aus einer Kohlenbahn für den Abtransport der Hähnichener Steinkohle ins Weißeritztal, der Hähnichener Kohlenzweigbahn von 1856. Sachsenkönig Johann bezeichnete sie 1857 erstmals als „Sächsische Semmeringbahn“. Bereits ab 1857 wurde die Strecke auch für Personenverkehr genutzt. Das heutige Erscheinungsbild wurde 1907 entscheidend geprägt durch Errichtung mehrerer Hochbauten. 

Die 1856 durch Guido Brescius entworfene Strecke hatte ein Neigungsverhältnis von 1:40 (25 Prozent). Auf dem ersten Bauabschnitt (Talstation bis zum heutigen Bahnhof Gittersee) wurden 120 Höhenmeter auf nur 1600 m Luftlinie überwunden, mit einer gestreckten Trassenlänge von 5700 m. Insgesamt überwand die Bahn bis Possendorf einen Höhenunterschied von knapp 157 m, überfuhr 21 Brücken, Durchlässe und 41 Gleisbögen, den kleinsten mit nur 84 m. Ab 1951 erste Teilstilllegungen, seit 1980 unter Denkmalschutz, 1993 vollständige Betriebseinstellung. 

Gebäude Bahnhofstr. 4:
  - Bahnhof Hänichen-Goldene Höhe (1907), Abfertigungsgebäude mit Wartehalle sowie Fahrkarten- und Dienstraum, eingeschossig, Holzverkleidung mit Zierbrettern und Formbalkenlagen
  - Freiabtritt (ursprünglich erbaut 1907, 2009 Rekonstruktion Freiabtritt),
  - Pulverweg 3: Bahnposten mit Nebengebäude – eingeschossig, Satteldach (1894).